# Мартынова Поляна
Марты́нова Поля́на — посёлок в Дальнереченском районе Приморского края, входит в состав Ореховского сельского поселения.

## География
Посёлок Мартынова Поляна находится к юго-востоку от Дальнереченска на правом берегу реки Горная (левый приток Ореховки), в её верховьях.
Дорога к посёлку Мартынова Поляна идёт от села Боголюбовка.
Расстояние от посёлка Мартынова Поляна до районного центра города Дальнереченск около 105 км.

## Население
| 2002 | 2010 |
| ---- | ---- |
| 296  | ↘158 |

## Улицы
| - пер. Весёлый, - пер. Медовый, - пер. Почтовый, - пер. Садовый, | - ул. Леонова, - ул. Лесная, - ул. Партизанская, - ул. Центральная. |

## Экономика
- Предприятия, занимающиеся заготовкой леса.
- Жители занимаются сельским хозяйством.